# 大石布依族乡
大石布依族乡是中华人民共和国贵州省貴陽市修文县下辖的一个民族乡。

## 行政区划
大石布依族乡下辖以下村级行政区划单位：
大石村、联丰村、高枧村、新光村、联合村、联江村、岩湾村、沙坝村、回水村、天桥村、红岩村、高山村、竹坪村、大寨村和大屯村。